# 1-й Войковский проезд
1-й Во́йковский прое́зд — улица в Северном административном округе города Москвы на территории района Войковский. Проходит от Ленинградского шоссе до 5-го Войковского проезда. Нумерация домов ведётся от Ленинградского шоссе.

## Название
Проезд назван в 1929 году в связи с близостью к заводу им. Войкова (ныне не существует). Однако памятная табличка на доме № 4 к. 1 утверждает, что проезд назван в 1927 году в честь П. Л. Войкова (см. фото).
В постсоветское время различные общественные организации неоднократно предлагали переименовать 1-й Войковский проезд и ещё 4 расположенных поблизости Войковских проезда. В июле 2015 года зампред совета депутатов Войковского района Александр Закондырин рассказал, что в адрес совета «систематически поступают коллективные обращения граждан и общественных организаций по вопросу о переименовании Войковского района, станции метро „Войковская“ и пяти улиц (1-го, 2-го, 3-го, 4-го и 5-го Войковских проездов)».
Одним из вариантов названия предлагался 1-й Волковский проезд (в честь космонавта В. Н. Волкова и расположенной рядом улицы его имени).

## Описание
Проезд начинается от Ленинградского шоссе у дома № 7 (развязка с ул. Космонавта Волкова) и заканчивается началом 5-го Войковского проезда. Направление — с востока на запад.
Автомобильное движение — по одной полосе в каждую сторону, светофоров нет, два нерегулируемых пешеходных перехода. Тротуарами проезд оборудован с обеих сторон лишь частично. Примыкание с чётной стороны — 3-я Радиаторская улица.
Вдоль проезда на всём его протяжении проходит линия Рижского направления Московской железной дороги.

## Общественный транспорт
- Автобусные маршруты 243,621.
- Станция метро «Войковская» — в 300 метрах от начала проезда и станция МЦК «Стрешнево».
- Ж/д платформа: 
  - Стрешнево.

## Фотогалерея

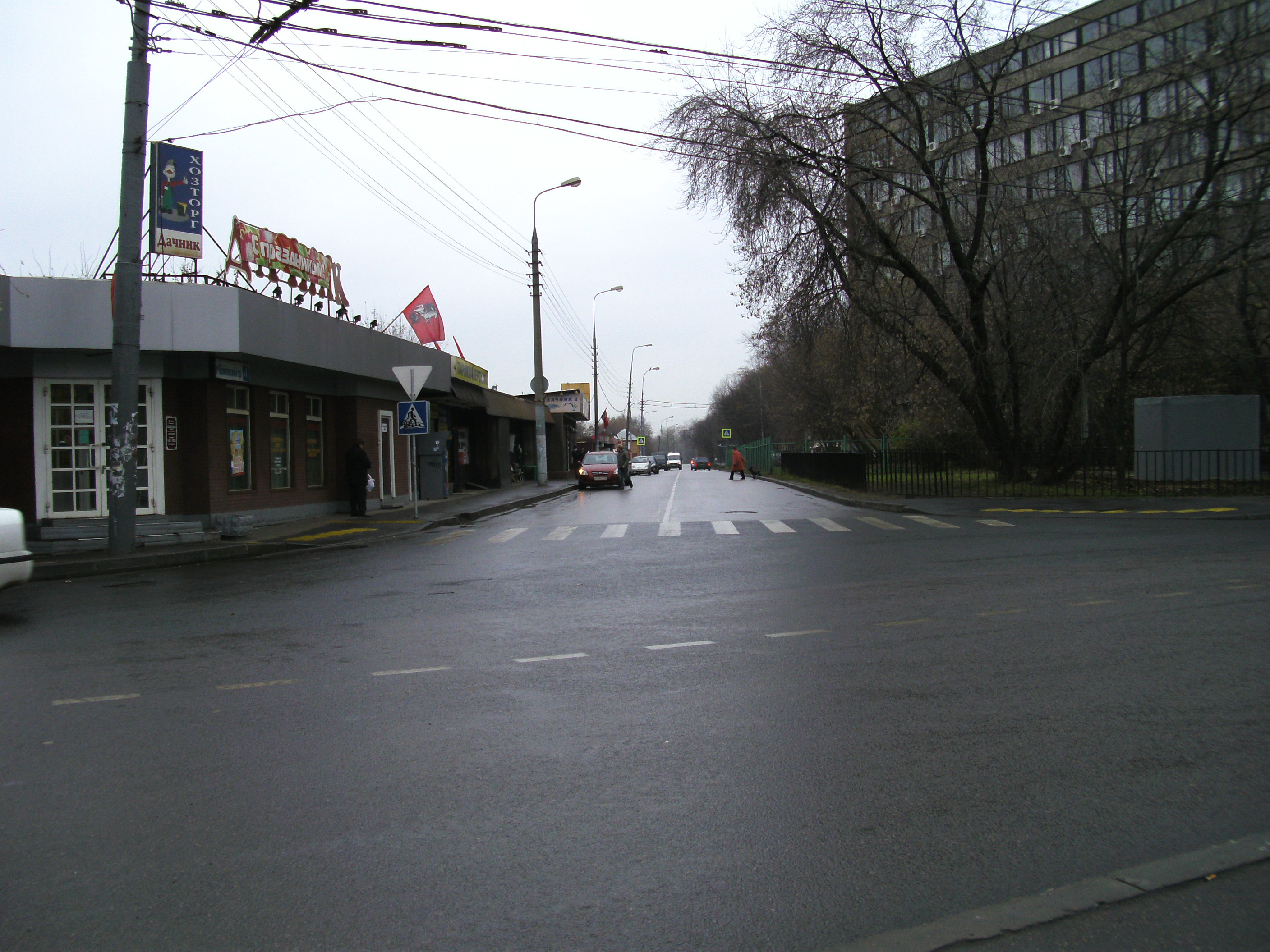
Начало проезда
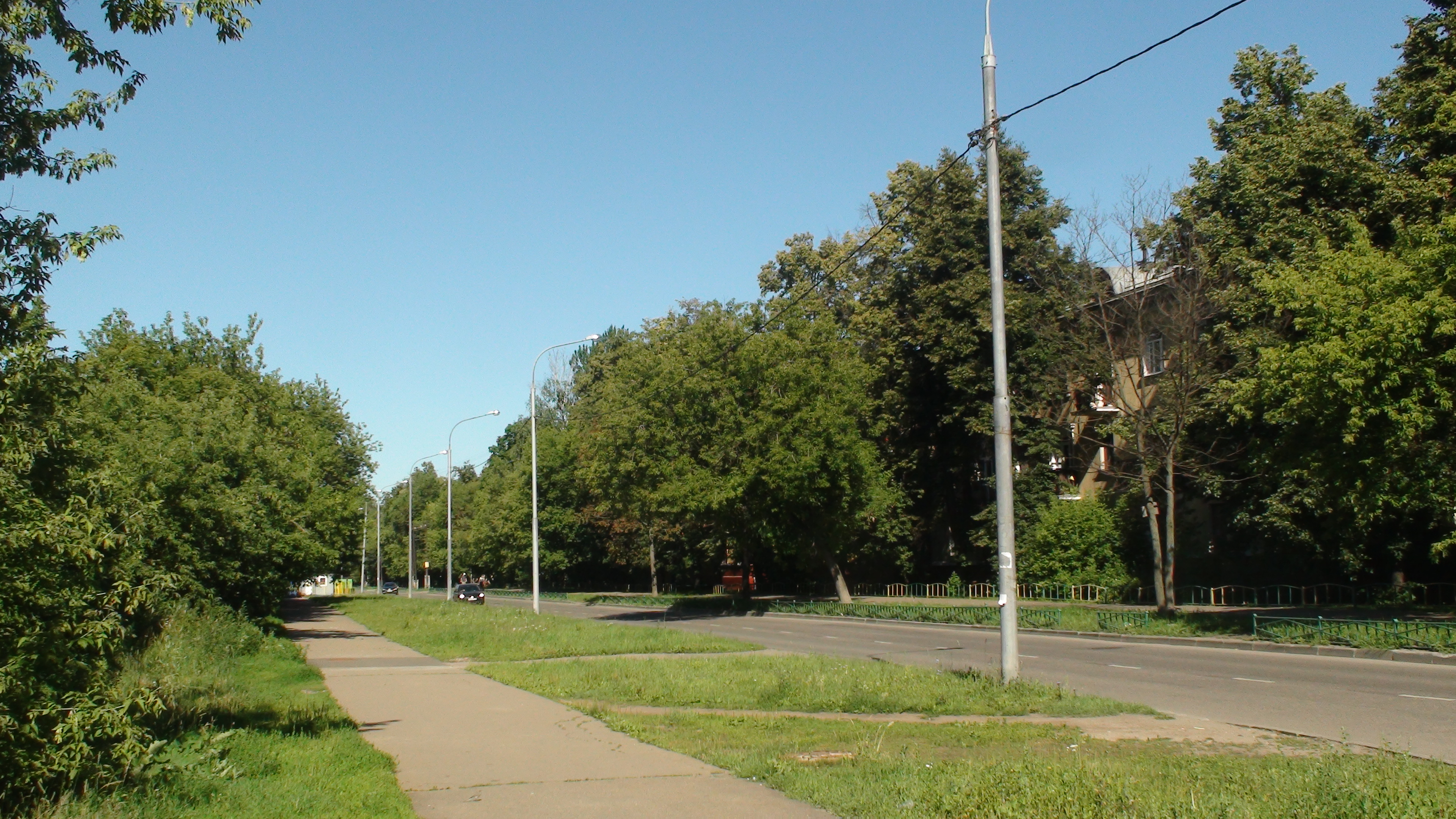
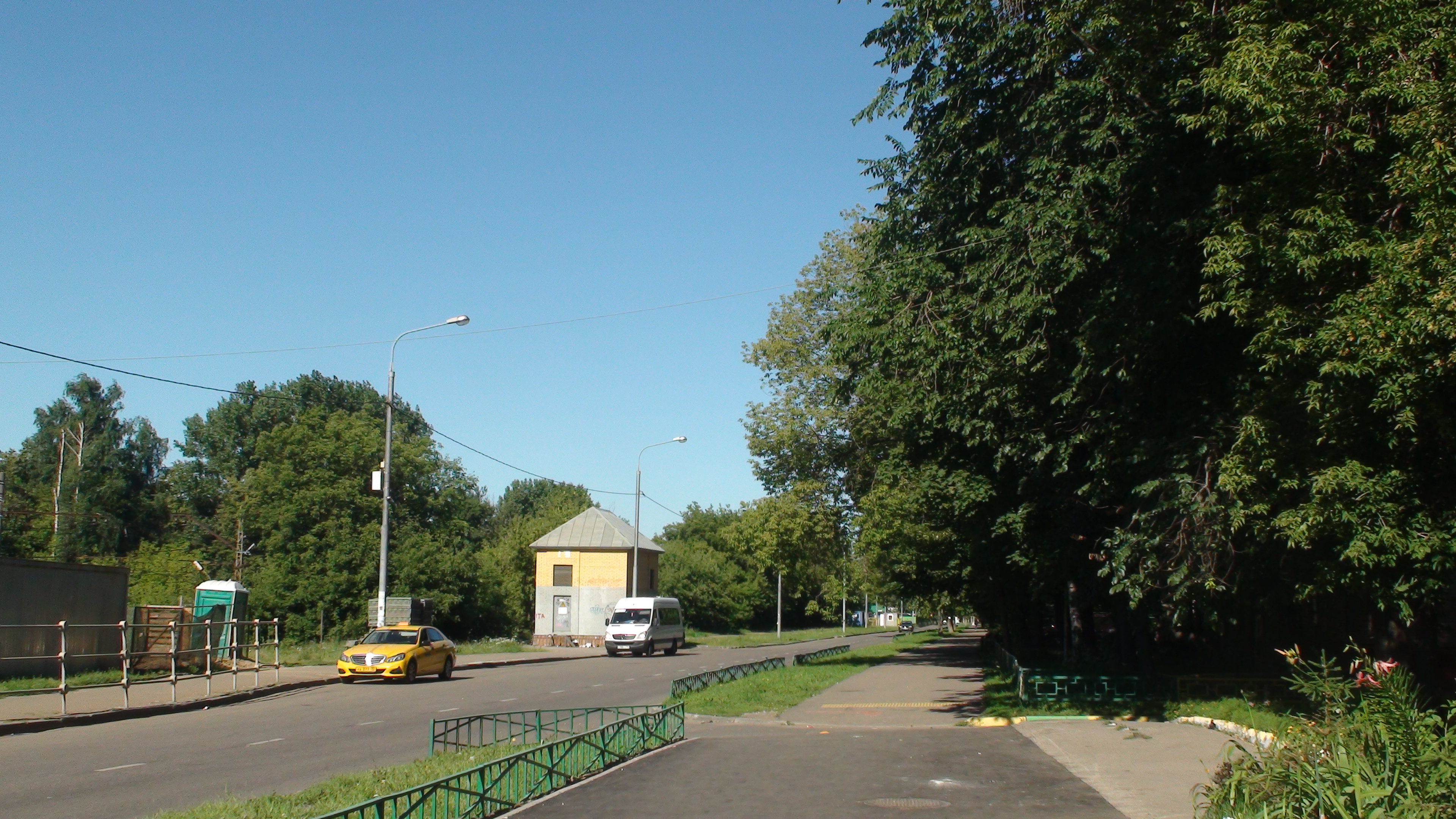
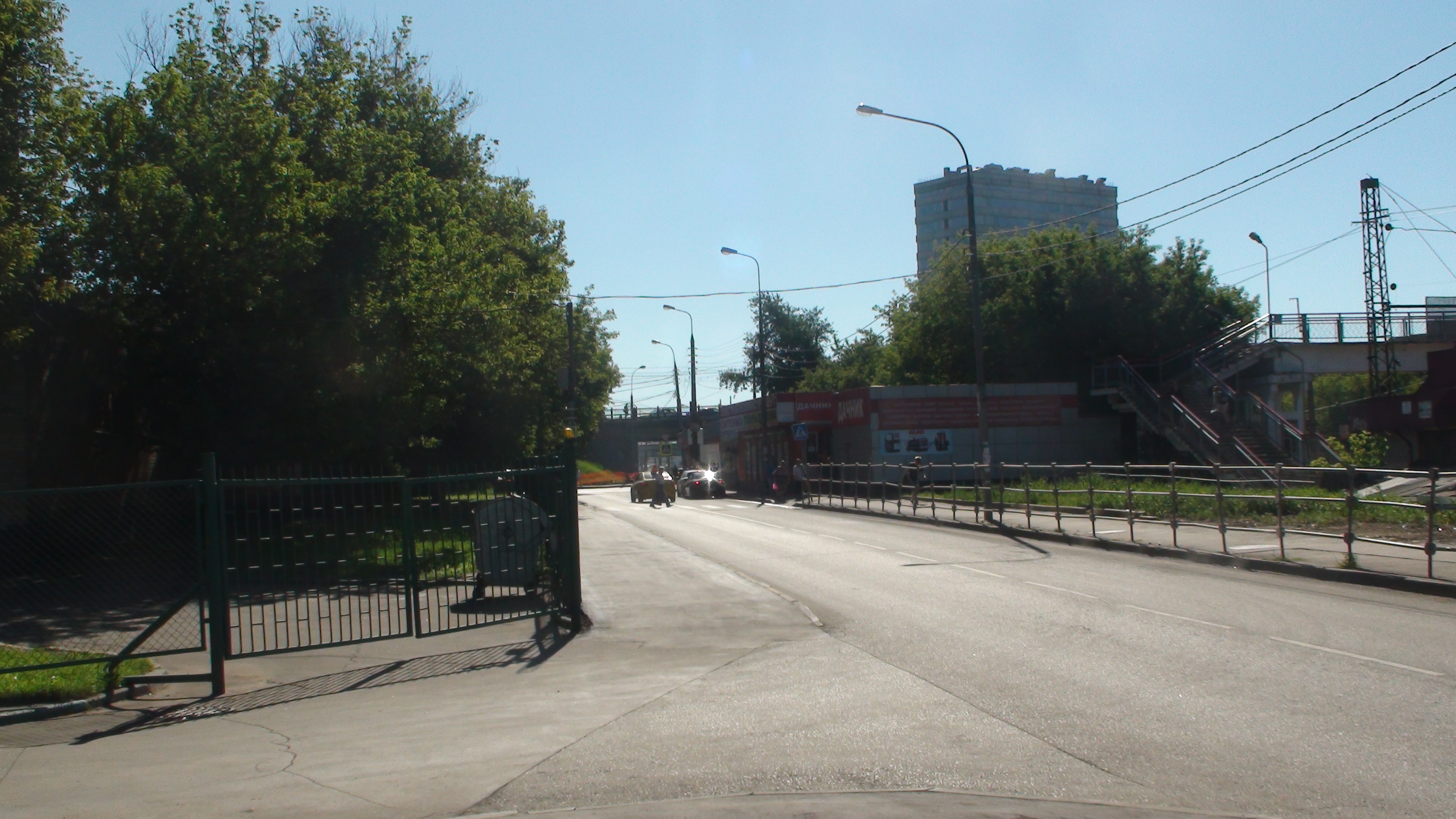
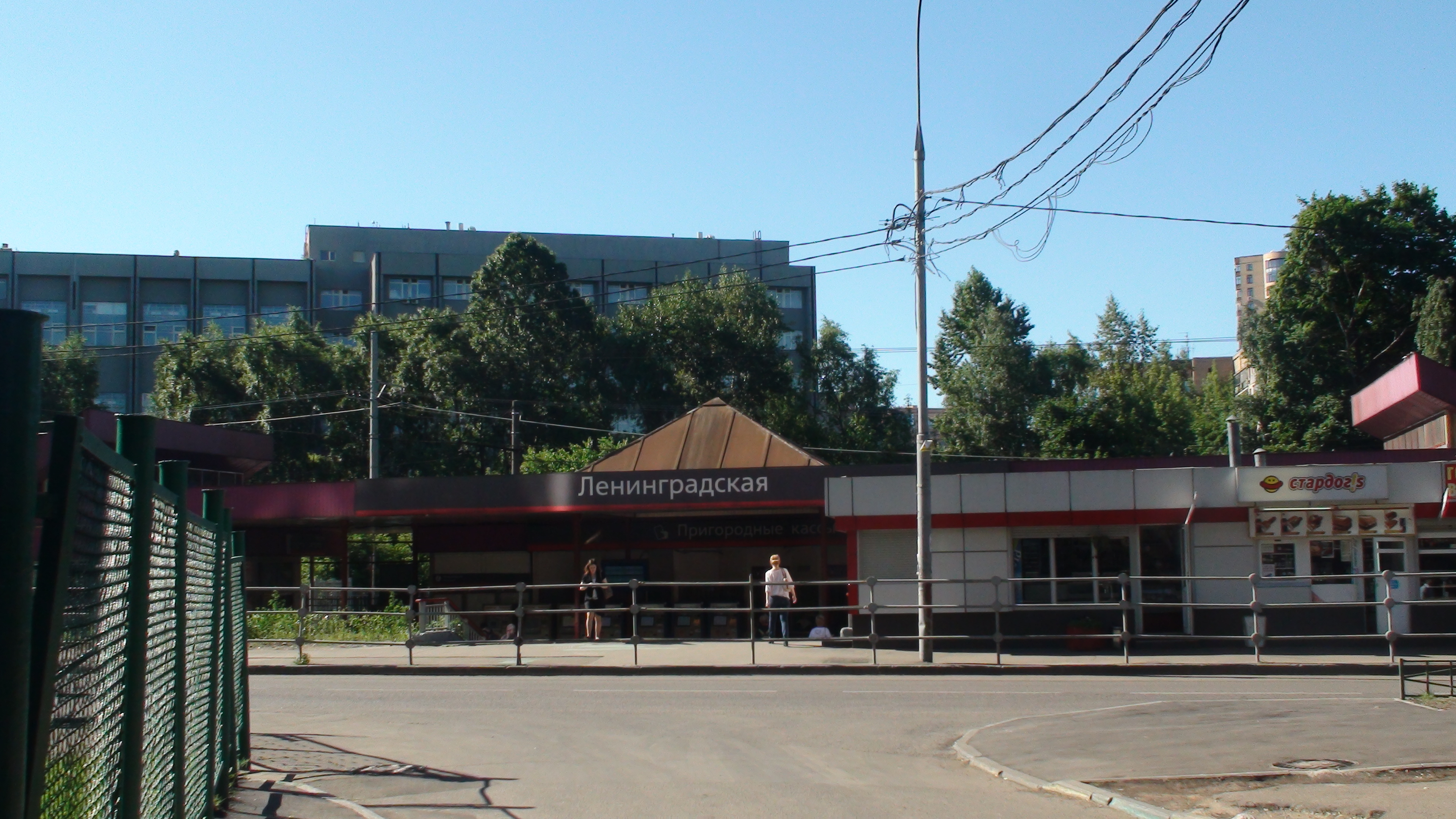
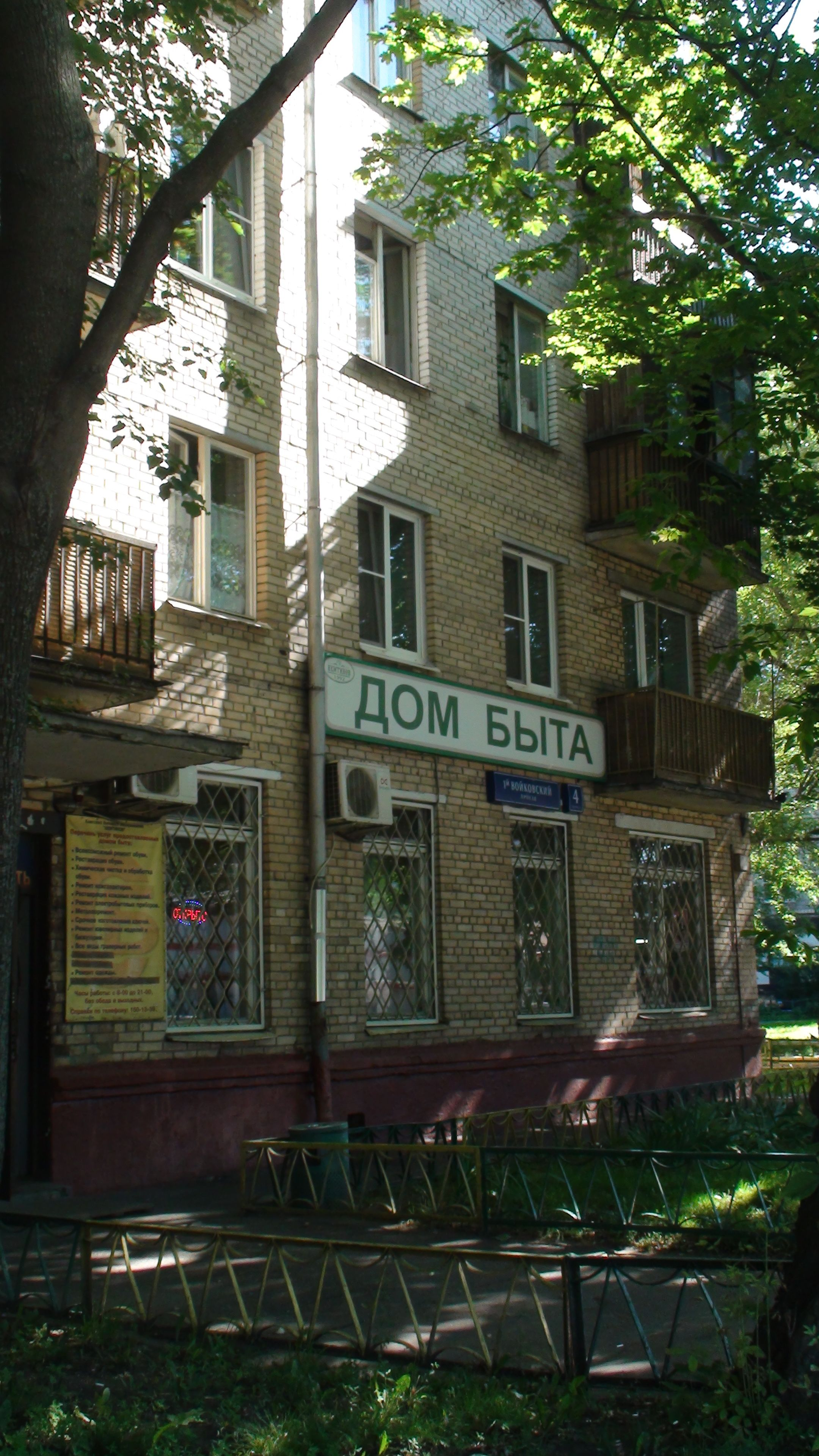
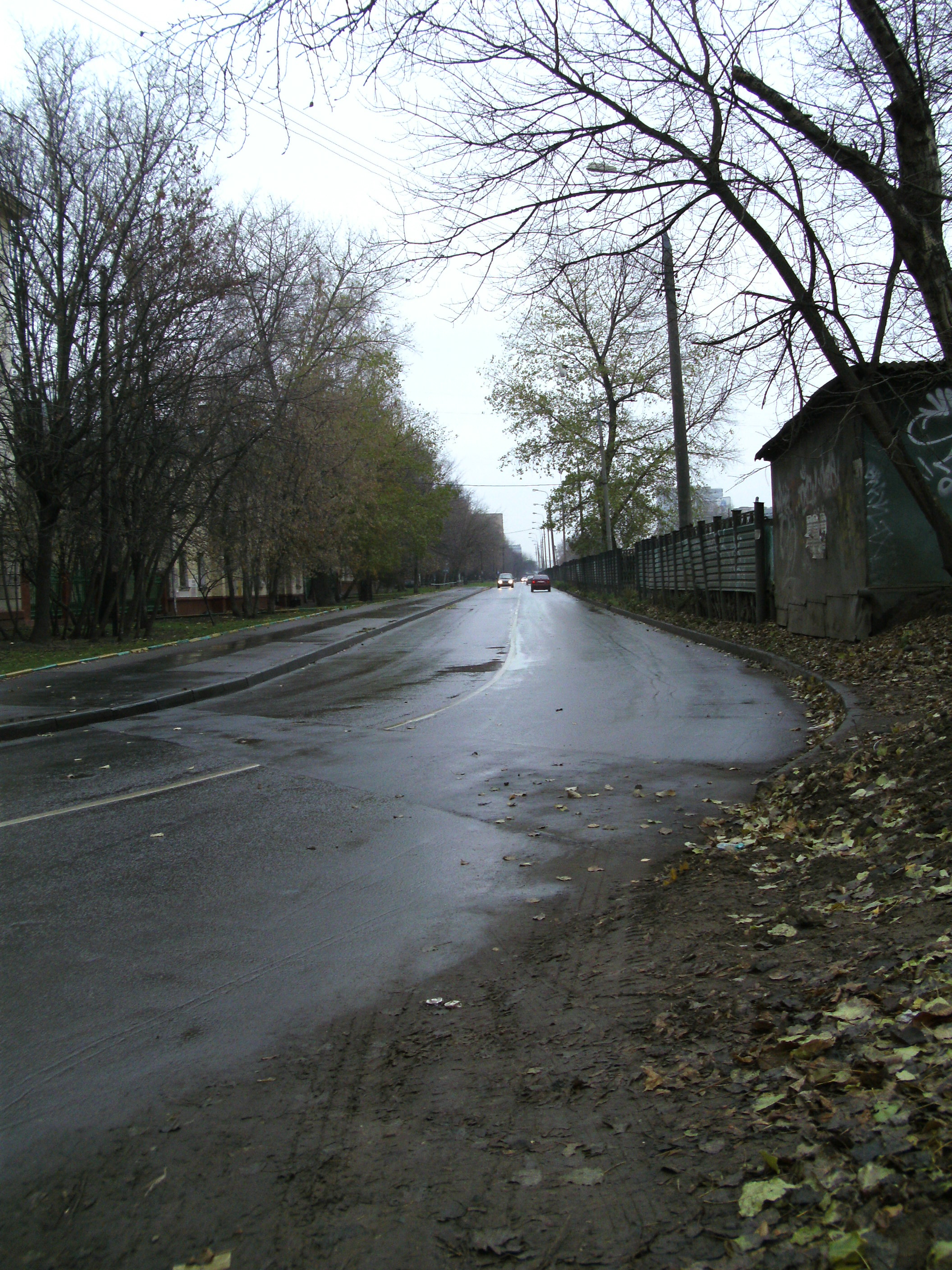
Конец проезда